# Linden-Limmer

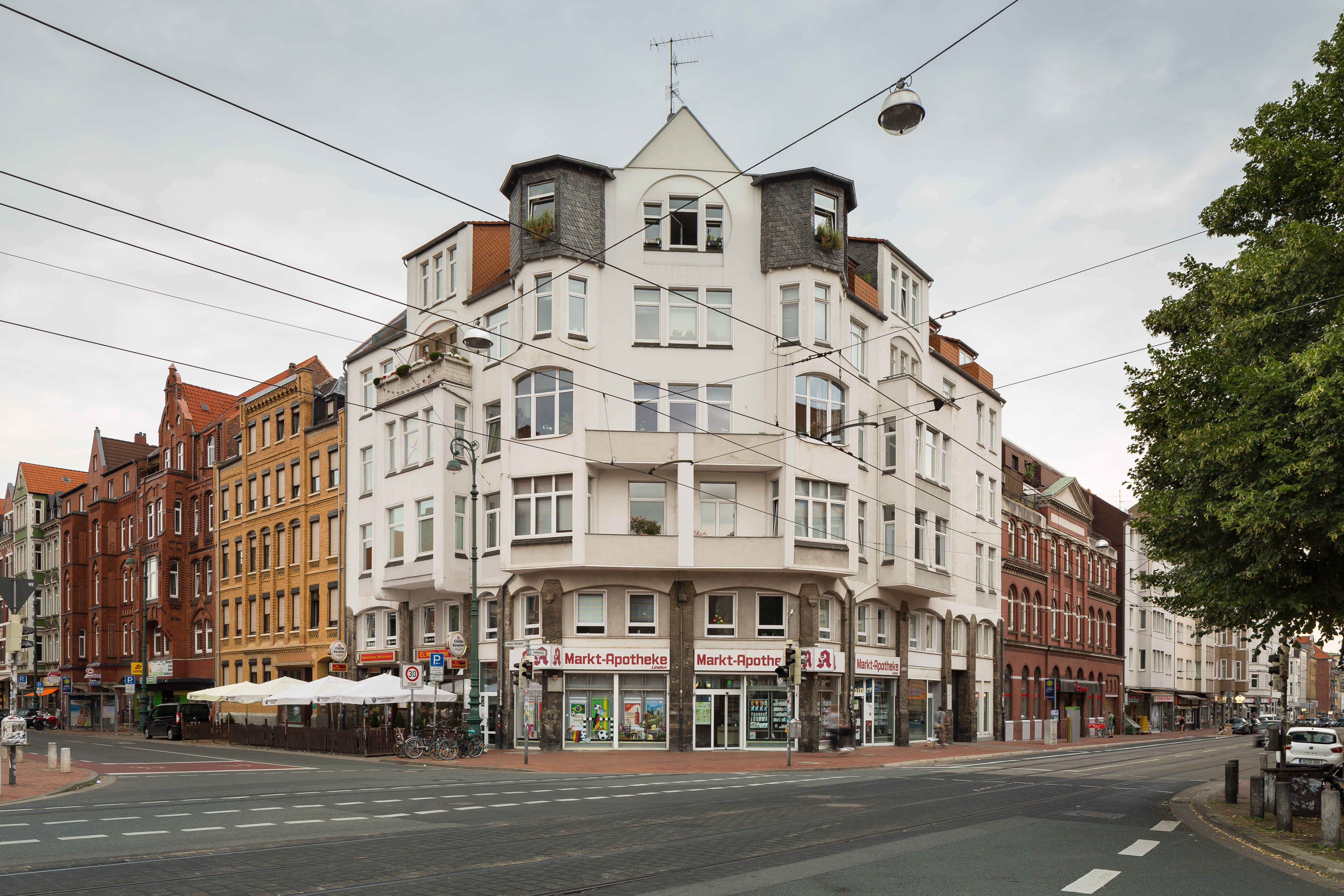
Edificio donde nació Hannah Arendt.

Linden-Limmer es un distrito de Hannover. Se convirtió en parte de la ciudad en 1920. Es el lugar de nacimiento de Hannah Arendt. En julio de 2015 tenía 44 226 habitantes y estaba formado por los barrios de Linden-Mitte (12 184 habitantes), Linden-Nord (16 358 habitantes), Linden-Süd (9 650 habitantes) y Limmer (6 034 habitantes).